# Daniele Conti
Daniele Conti (* 9. ledna 1979, Nettuno) je italský fotbalový záložník, aktuálně hraje v klubu Cagliari Calcio.
Jeho otec Bruno Conti a starší bratr Andrea Conti jsou také fotbalisté.

## Reprezentační kariéra
Daniele Conti reprezentoval Itálii v mládežnické kategorii U21.